# Ешкикора
Ешкикора (каз. Ешкіқора) — упразднённое село в Отырарском районе Туркестанской области Казахстана. Входило в состав Маякумского сельского округа. Исключено из учётных данных в 2020 году. Код КАТО — 514845500.

## Население
В 1999 году население села составляло 294 человека (145 мужчин и 149 женщин). По данным переписи 2009 года, в селе проживало 35 человек (16 мужчин и 19 женщин).